# Kokociniec
Kokociniec (niem. Kokoczinietz) – część Katowic, położona w zachodnim fragmencie miasta, w granicach dzielnicy Ligota-Panewniki, na terenach historycznej gminy Panewniki. 
Osada ta zaczęła się rozwijać od połowy XVII wieku wokół powstałej wówczas kuźnicy, zaś w XIX wieku powstała „huta żelaza Ida”. Znaczący rozwój Kokocińca nastąpił dopiero po II wojnie światowej. W 1951 roku miejscowość włączono do Katowic, zaś w latach 70. XX wieku rozpoczęto budowę osiedla Kokociniec. Na przełomie lat 80. i 90. XX wieku powstało osiedle Sadyba, zaś w 2014 roku rozpoczęto budowę osiedla Franciszkańskiego na granicy Kokocińca i Ligoty.
Kokociniec obecnie ma mieszkaniowy charakter z rozwiniętymi usługami towarzyszącymi. Główne trasy Kokocińca to ulice: Krucza i Kijowska. W 2007 roku w Kokocińcu mieszkało ok. 6,2 tys. osób, zamieszkujących głównie osiedle Kokociniec .

## Geografia

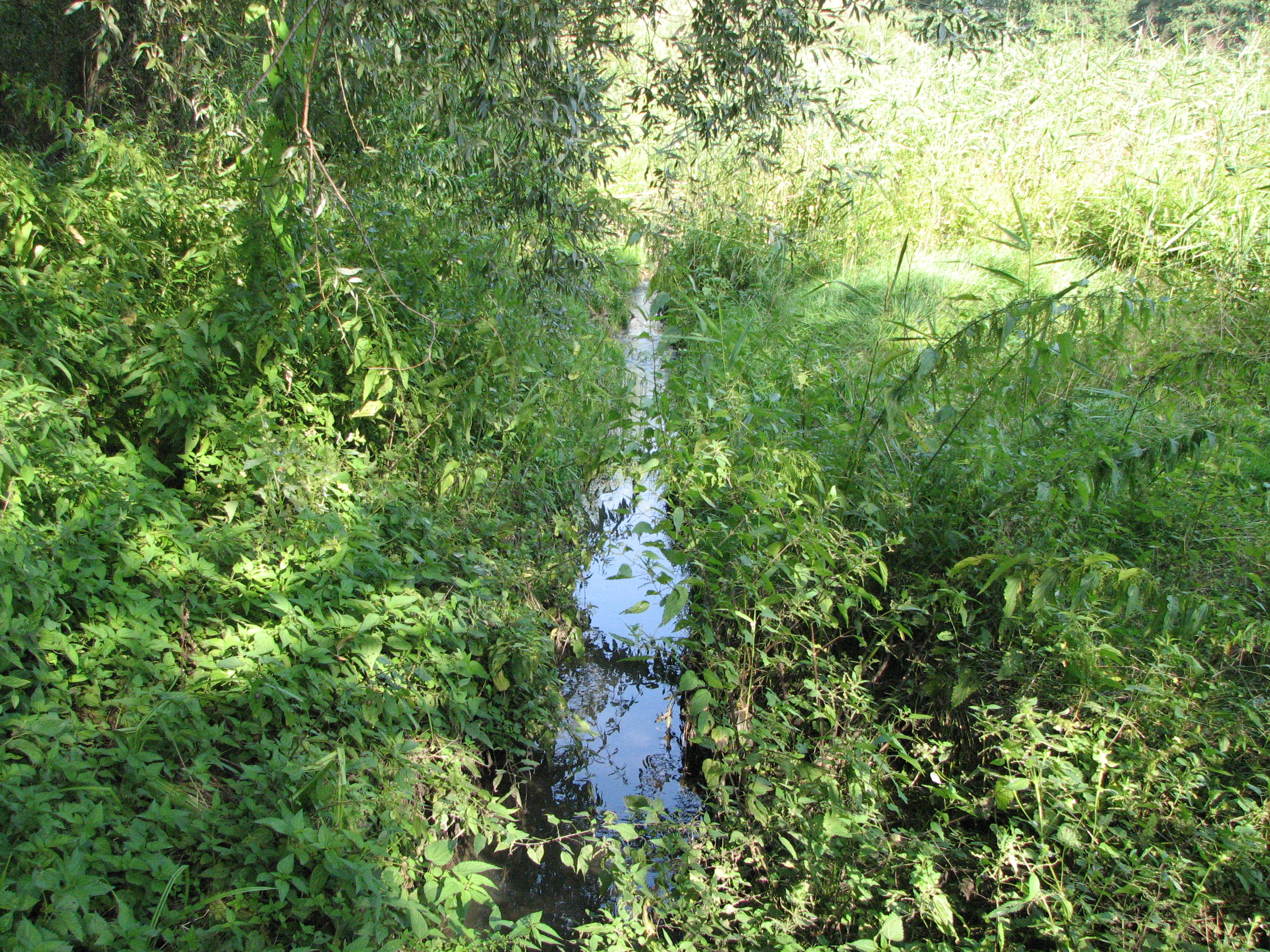
Potok Kokociniec na wysokości siedziby Nadleśnictwa Katowice

Kokociniec pod względem administracyjnym położony jest w województwie śląskim i wraz z całymi Panewnikami stanowi część katowickiej dzielnicy Ligota-Panewniki. Od północy Kokociniec graniczy z lasami (z Lasem Załęskim), a za nimi z Szadokiem i Załęską Hałdą, od wschodu z Ligotą (Starą Ligotą), zaś od południa i zachodu z pozostałą częścią Panewnik (Nowe Panewniki i Wymysłów) i Lasami Panewnickimi. Według podziału fizycznogeograficznego Jerzego Kondrackiego Kokociniec znajduje się w mezoregionie Wyżyna Katowicka (341.13), natomiast pod względem historycznym we wschodniej części Górnego Śląska, do 1951 roku w gminie Panewniki. 
Pod względem budowy geologicznej Kokociniec położony jest w zapadlisku górnośląskim, które wypełnia utwory pochodzące z karbonu (głównie zlepieńce, piaskowce i łupki ilaste zawierające pokłady węgla kamiennego). Powierzchniowe utwory, na których leży Kokociniec są zbudowane natomiast z młodszych skał. Utwory plejstoceńskie w postaci glin zwałowych, budują północny Kokociniec, zaś południową część piaski i żwiry fluwioglacjalne. W dolinach cieków wodnych wykształciły się holoceńskie osady rzeczne. Utwory plejstoceńskie powstały pod wpływem trwających w tym czasie zlodowaceń. Pod utworami czwartorzędowymi równoleżnikowo biegnie uskok, zwany uskokiem kłodnickim, rozdzielająco dwie części dzielnicy: północna, wykształcona na skałach karbonu górnego i południowa, zbudowana z mioceńskich utworów. Cały obszar dzielnicy geomorfologicznie położony jest w Rowie Kłodnicy.
Klimat Kokocińca nie wyróżnia się zbytnio od warunków panujących w całych Katowicach, a jedynie jest modyfikowany przez lokalne czynniki (topoklimat). Występuje tu klimat umiarkowany przejściowy z przewagą prądów oceanicznych nad kontynentalnymi. Obszar Kokocińca położony jest w dorzeczu Odry. Przez teren dzielnicy płyną dwie rzeki: Kłodnica i dopływający do niej na terenie dzielnicy potok Kokociniec. Dolina potoku Kokociniec stanowi obszar o podwyższonej wartości przyrodniczej. Dolna, niezabudowana część łączy z korytarzem ekologicznym Kłodnicy i występują tam siedliska lęgowe oraz płaty lasu i zarośli olchowo-wierzbowych.

## Historia

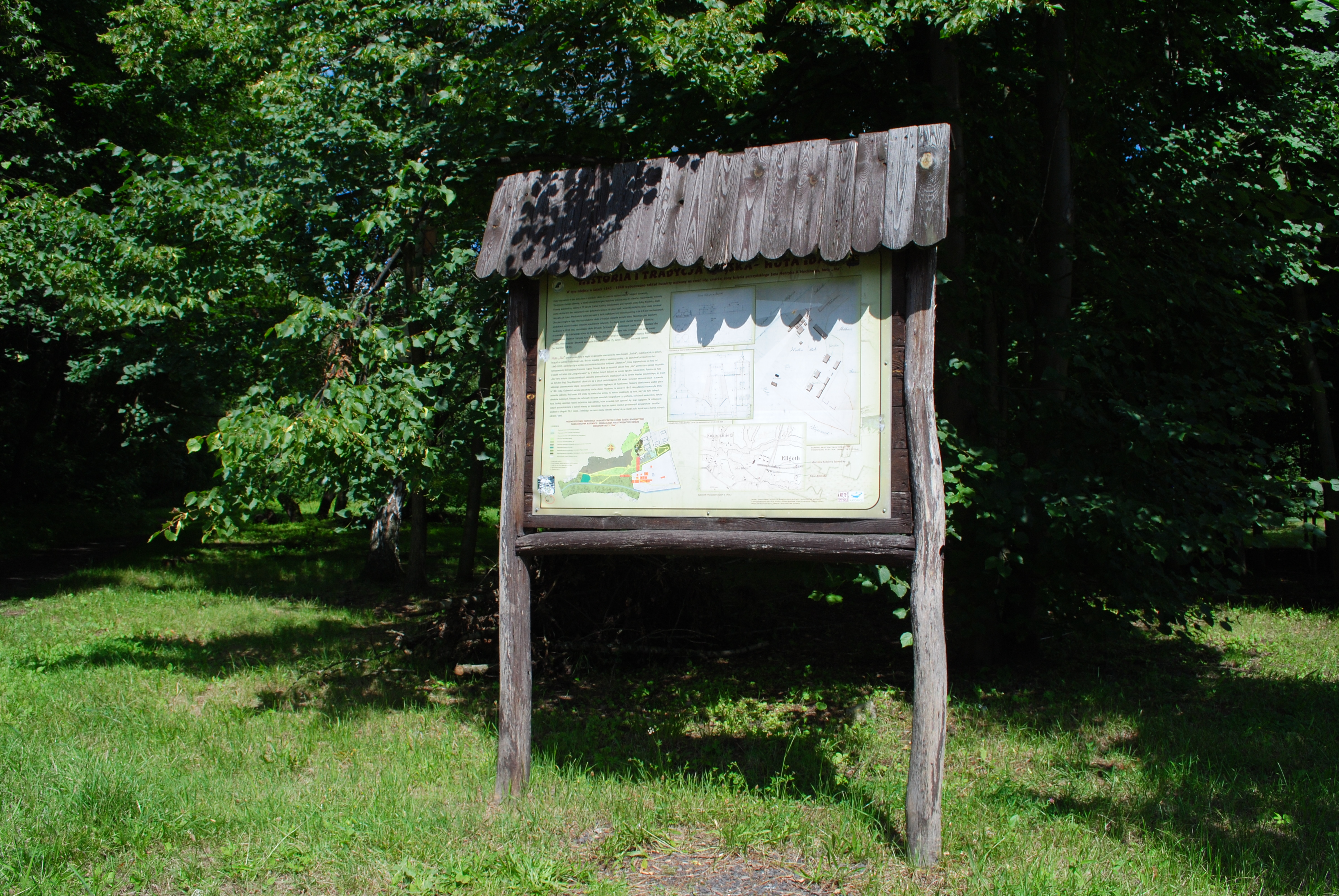
Tablica informacyjna ustawiona w miejscu gdzie funkcjonowała huta „Ida”

Według językoznawców nazwa Kokociniec pochodzi od nazwy rośliny uprawnej – kłokoczki . Sam zaś Kokociniec został założony jako kolonia Panewnik nad Kłodnicą, wokół kuźnicy zbudowanej w 1650 roku (lub na początku XVII wieku). Kuźnię tę oddał do użytku zarząd pszczyńskich dóbr materialnych. Zakład ten do 1670 roku był dzierżawiony przez nieznanego obecnie kuźnika, a potem został przejęty przez zarząd pszczyńskiego dominium. W XVIII wieku była ona nieczynna, a w XIX wieku wznowiono niej produkcję jako fryszerka. 
W XIX wieku kolonia rozwijała się wokół omawianej fryszerki i huty „Ida”, należącej do księcia pszczyńskiego z rodu Hochbergów. W latach 1845–1846 wybudowano przy hucie dwa wielkie piece opalane węglem, odlewnię żelaza i kotlarnię. W węgiel hutę zaopatrywała pobliska kopalnia „Szadok”, położona na granicy Kokocińca i Ligoty. Obecnie pozostałością huty są budynki zajmowane przez Nadleśnictwo Katowice, położone przy ulicy Kijowskiej . W XIX i XX wieku w Kokocińcu rozwijała się nowa zabudowa mieszkaniowa w postaci domów jednorodzinnych dla robotników. W XIX wieku wytyczono również główną drogę, prowadzącą przez Kokociniec – obecną ulicę Kijowską . W grudniu 1885 roku w Kokocińcu mieszkały 354 osoby. W tym czasie osada ta przynależała do gminy wiejskiej Panewniki w powiecie pszczyńskim (Pleß).
W 1912 roku oddano do użytku szkołę katolicką, według projektu Fedora Rudzińskiego. W związku z likwidacją powiatu katowickiego Kokociniec włączono do Katowic w dniu 1 kwietnia 1951 roku. Do lat 70. XX wieku tereny Kokocińca były słabo zaludnione, a większość budynków stanowiły domy jednorodzinne . W latach 70. i 80. XX wieku, w rejonie ulic: Kruczej, Zielonej, Kijowskiej i gen. J. Wybickiego powstało dla pracowników Kopalni Węgla Kamiennego „Śląsk” w Rudzie Śląskiej i ich rodzin osiedle mieszkaniowe Kokociniec, będące obecnie w zarządzie Spółdzielni Mieszkaniowej „Górnik”,  Śląsko-Dąbrowskiej Spółki Mieszkaniowej oraz osobnych wspólnot mieszkaniowych . Na przełomie lat 80. i 90. XX wieku w Kokocińcu powstało osiedle Sadyba.
W 1995 roku na osiedlu oddano do użytku nową szkołę – obecną Szkołę Podstawową Nr 67 z Oddziałami Integracyjnymi im. Komisji Edukacji Narodowej . Z uwagi na działalność wydobywczą pod osiedlem Kokociniec, w kwietniu i maju 2011 roku celem uratowania całego segmentu bloków na osiedlu Kokociniec wyburzono budynki przy ulicy Kijowskiej 73d i 73j . Na rzecz mieszkańców obydwu osiedli: Kokociniec i Sadyba, w 2016 roku powołano Inicjatywę Mieszkańców.

## Architektura i urbanistyka

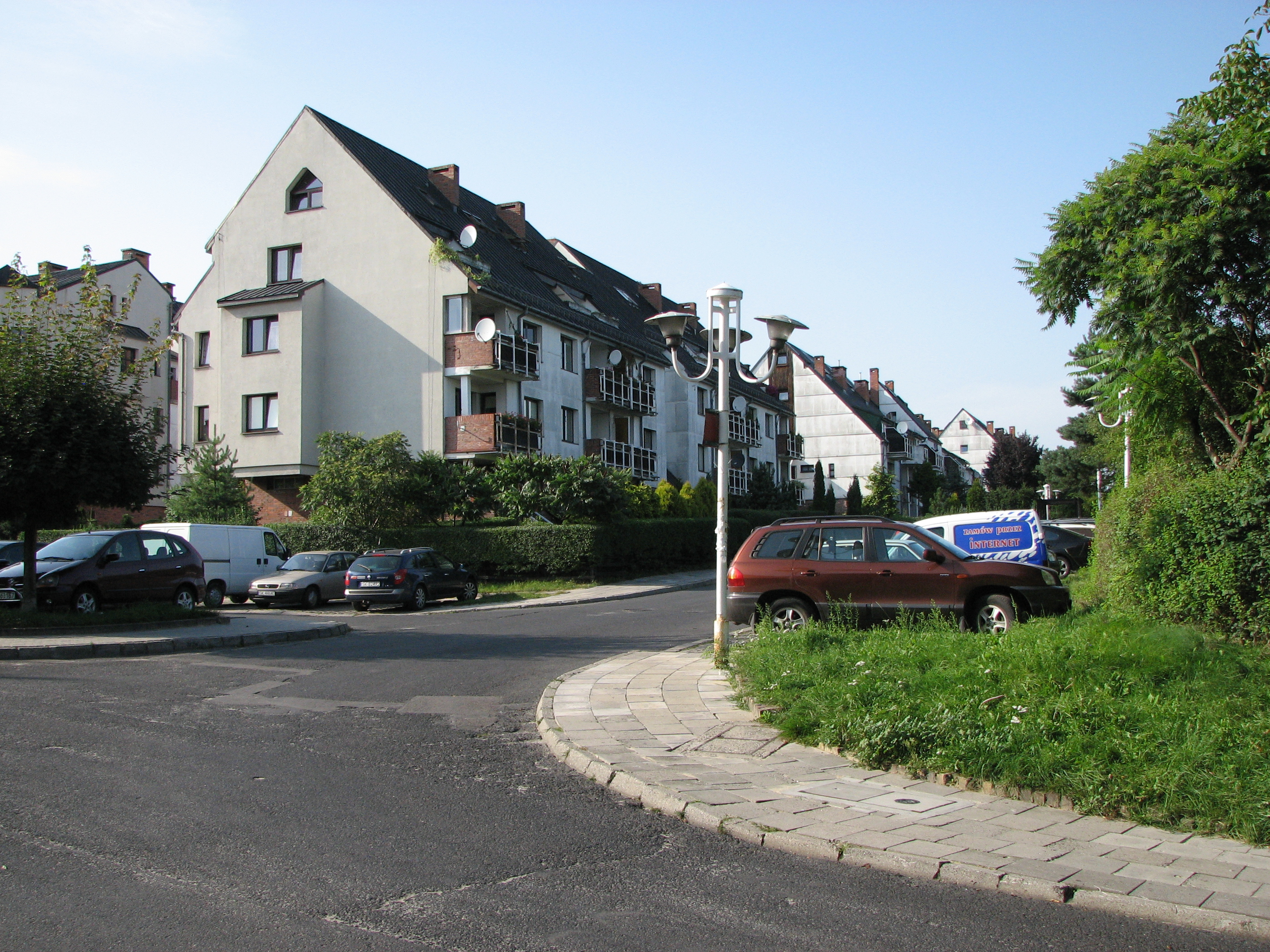
Osiedle Sadyba w Kokocińcu

W pierwszej połowie XX wieku zabudowa Kokocińca skupiała się w rejonie dzisiejszych ulic: Kijowskiej i Kruczej, a pomiędzy nimi znajdowały się pola uprawne poprzecinane niewielkimi potokami. Na północ znajdował się natomiast gęsty las, za którym położona jest Załęska Hałda . Obecna, najstarsza zabudowa Kokocińca, będąca pozostałością górnośląskiego budownictwa drewnianego, znajduje się w rejonie ulic: Braci Wieczorków (w tym chata rodziny Mrowców), Płochej, Panewnickiej i Stolarskiej. 

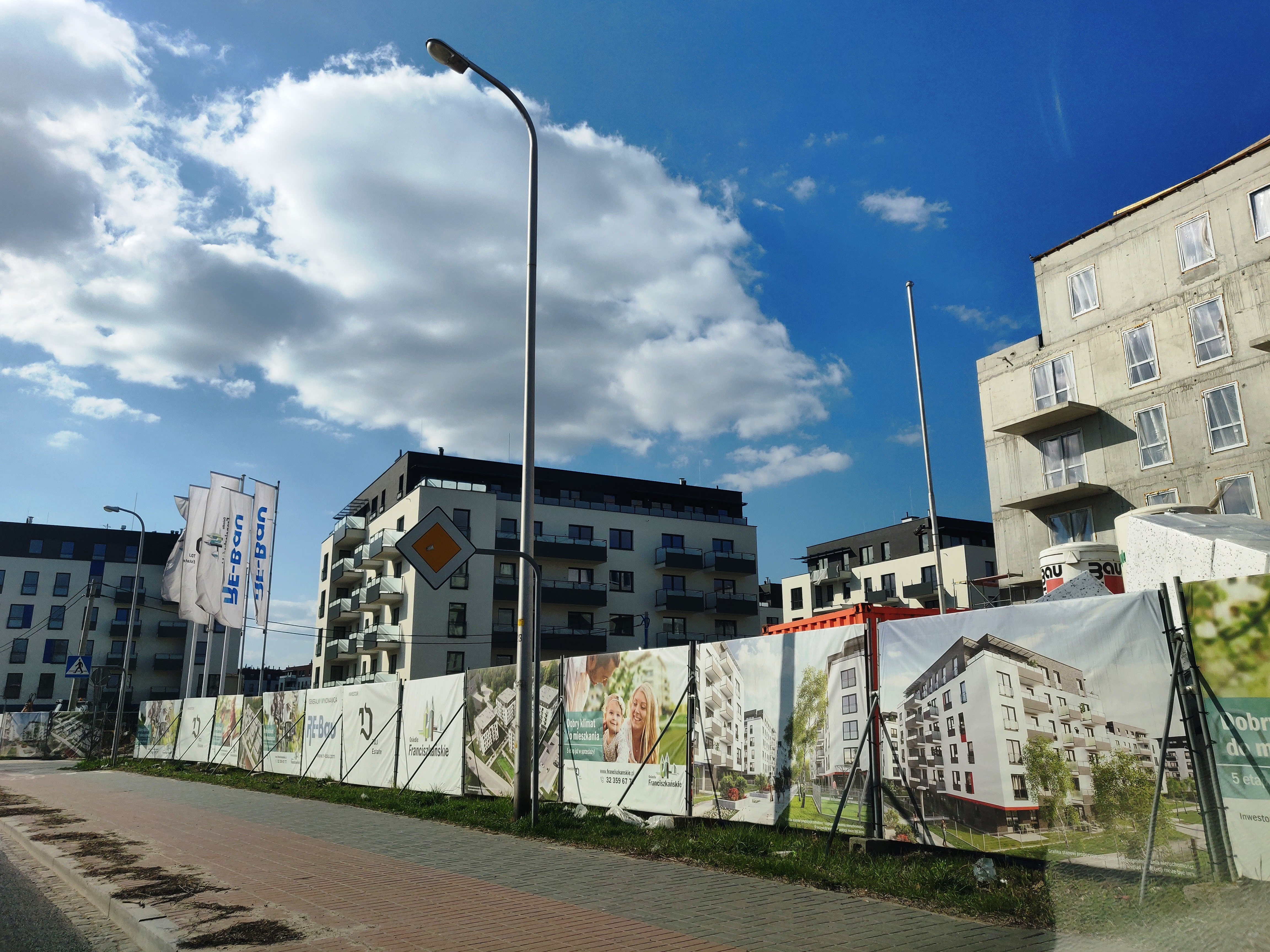
Osiedle Franciszkańskie na granicy Ligoty i Kokocińca w trakcie budowy w kwietniu 2020 roku

Po II wojnie światowej zakazano zabudowania kokocinieckich pól uprawnych, prawdopodobnie z uwagi na warunki geologiczne – niestabilny grunt i przebiegający przez osiedle uskok kłodnicki. Mimo tego, w latach 70. XX wieku zaplanowano budowę osiedla dla górników kopalni „Śląsk” w Rudzie Śląskiej w rejonie ulic: Zielonej, Kruczej, Kijowskiej i gen. J. Wybickiego. W latach 1974–1975 Katowickie Zjednoczenie Przemysłu Węglowego wybudowało osiem czteropiętrowych bloków, w których znalazło się 640 mieszkań . Obecnie ta część osiedla zarządzana jest przez Administrację „Śląsk” Śląsko-Dąbrowskiej Spółki Mieszkaniowej. 
Nowsze bloki są zarządzane przez Spółdzielnię Mieszkaniową „Górnik”. W skład tego osiedla wchodzą 22 budynki mieszkalne z lat 1982–1991 o zabudowie wysokiej i niskiej, w której znajdują się łącznie 1 153 mieszkania o łącznej powierzchni użytkowej ok. 65,4 tys. m², a także 24 lokale użytkowe, 32 garaże i boisko sportowe. Zabudowę osiedla projektował m.in. Jerzy Witeczek (lata 1987–1990).
Udział powierzchni zabudowanej na powierzchni terenu osiedla Kokociniec wynosi 18%, wskaźnik intensywności zabudowy (netto) – 0,63 WIZ; średnia ważona liczby kondygnacji to 3,5. Obszar pomiędzy ulicami: Kijowską, J. Płochy i Małą stanowi lokalny ośrodek usługowy, w którym występują placówki handlowo-usługowe, przedszkole, szkoła podstawowa, obszary zielone oraz przystanki transportu miejskiego.
Po 1989 roku trwała dalsza rozbudowa Kokocińca, obejmująca zwłaszcza zachodnie i południowe części dzielnicy. Jeszcze na przełomie lat 80. i 90. XX wieku w rejonie ulicy Szafirowej powstało osiedle Sadyba, do około 1995 roku ukończono budowę domów szeregowych w rejonie m.in. ulic: K. Grzesika, J. Heweliusza, J. Wybickiego, Wyzwolenia i Ogrodowej, zaś w latach 2000–2012 powstało osiedle w rejonie ul. J. Szojdy. Powstała również nowa zabudowa w rejonie granicy z Nowymi Panewnikami, m.in. przy ulicach Twardej i Panewnickiej, zaś na granicy Kokocińca i Ligoty w 2014 roku rozpoczęto budowę osiedla Franciszkańskiego.

## Transport

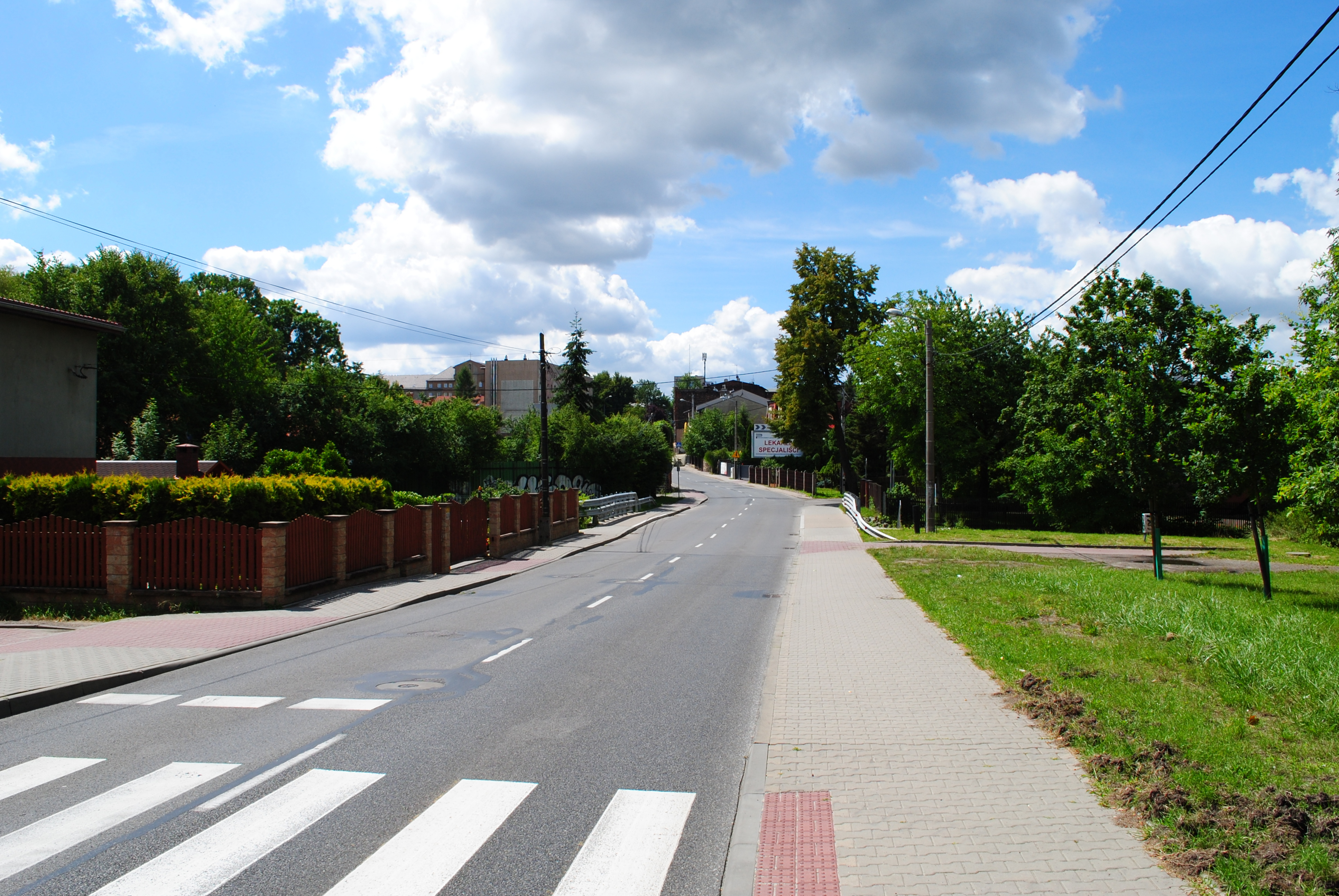
Ulica Kijowska na wysokości siedziby Nadleśnictwa Katowice

Do głównych dróg przebiegających przez Kokociniec należą dwie ulice, przy których w czasie rozwoju Kokocińca w XIX wieku koncentrowała się zabudowa . Są to:
- ul. Kijowska – ulica biegnąca wschodnią stroną dzielnicy; łączy ona Kokociniec w kierunku południowym z ulicą Panewnicką, a stamtąd do innych dzielnic Katowic[7]; jest to droga powiatowa o klasie drogi zbiorczej[32],
- ul. Krucza – ulica biegnąca środkiem Kokocińca w kierunku północny wschód – południowy zachód; podobnie jak ulica Kijowska, łączy się z ulicą Panewnicką po południowej stronie[7]; jest to droga powiatowa o klasie drogi zbiorczej[32].

Powyższymi ulicami kursują również autobusy na zlecenie Zarządu Transportu Metropolitalnego (ZTM). W Kokocińcu zlokalizowane są cztery przystanki ZTM-u: na ulicy Kruczej Kokociniec Ogrodowa i Kokociniec Wybickiego, zaś na ulicy Kijowskiej Kokociniec Płochy [nż] i Kokociniec Kijowska. Linie kursujące przez te przystanki łączą Kokociniec z innymi dzielnicami Katowic oraz z niektórymi ościennymi miastami Gónośląsko-Zagłębiowskiej Metropolii, tj. z Chorzowem, Rudą Śląską oraz Świętochłowicami.
Sieć kolejowa w Kokocińcu okala dzielnicę od północnej strony. Znajduje się tam posterunek odgałęźny Panewnik, w którym krzyżuje się pięć linii kolejowych w tym linia nr 141 Katowice Ligota – Gliwice oraz nr 171 Dąbrowa Górnicza Towarowa – Panewnik. Posterunek Panewnik został oddany do użytku w 1953 roku przez Polskie Koleje Państwowe. Linia kolejowa nr 141 została otwarta dla ruchu 1 października 1904 roku przez pruskie koleje państwowe (KPEV). Linię tę zelektryfikowano 8 września 1977 roku, zaś pociągi pasażerskie kursowały przez nią do 27 maja 2000 roku. Na linii tej znajdował się też przystanek osobowy Katowice Kokociniec – obecnie zlikwidowany. Linię nr 171 na odcinku Szadok – Panewnik otwarto 27 września 1953 roku, a zelektryfikowano 30 maja 1970 roku. Na linii tej prowadzony jest ruch towarowy.

## Oświata, kultura i sport
W 1881 roku na terenie Kokocińca została założona biblioteka Towarzystwa Czytelni Ludowych – wówczas jedna z pierwszych na Górnym Śląsku. W 1908 roku przystąpiono do działań na rzecz budowy szkoły w Kokocińcu. W tym czasie władze gminy Panewniki zakupiły od Piotra Gierlotki teren pod budowę szkoły, którą oddano do użytku w 1912 roku. Powstanie osiedle Kokociniec w latach 70. XX wieku spowodowało zatłoczenie istniejącej szkoły przy ulicy Panewnickiej (obecna Szkoła Podstawowa nr 9 im. J. Brzechwy). W tym celu szkołę powiększono, co jednak z biegiem czasu spowodowało ponowny problem z przepełnieniem. Dopiero w 1992 roku przy ulicy Zielonej rozpoczęto budowę nowej szkoły, którą ukończono w 1995 roku. Jest nią obecna Szkoła Podstawowa Nr 67 z Oddziałami Integracyjnymi im. Komisji Edukacji Narodowej .
Od 2016 roku w Kokocińcu działa Inicjatywa Mieszkańców Osiedli Kokociniec i Sadyba, która działa na rzecz mieszkańców obydwu osiedli. Wśród podjętych działań, zaangażowano się w sprawie zgłoszenia do katowickiego budżetu obywatelskiego pomysłu wybudowania strefy aktywności fizycznej. Strefa ta wraz z parkiem do strret workoutu została oddana do użytku w 2017 roku. Z Kokocińcem związani są dwaj znaczący bokserzy: Leszek Błażyński (dwukrotny brązowy medalista olimpijski w wadze muszej) oraz Antoni Papierski (pięściarz specjalizujący się w wadze papierowej) .